# روبرتو سولدا
روبرتو سولدا (انگلیسی: Roberto Soldà؛ زادهٔ ۲۸ مهٔ ۱۹۵۹) بازیکن فوتبال اهل ایتالیا است.
از باشگاه‌هایی که در آن بازی کرده‌است می‌توان به باشگاه فوتبال هلاس ورونا، باشگاه ورزشی لاتزیو، باشگاه فوتبال یوونتوس، باشگاه فوتبال مونتسا، باشگاه فوتبال آتالانتا، و باشگاه فوتبال کومو اشاره کرد.